# Ахиллеец

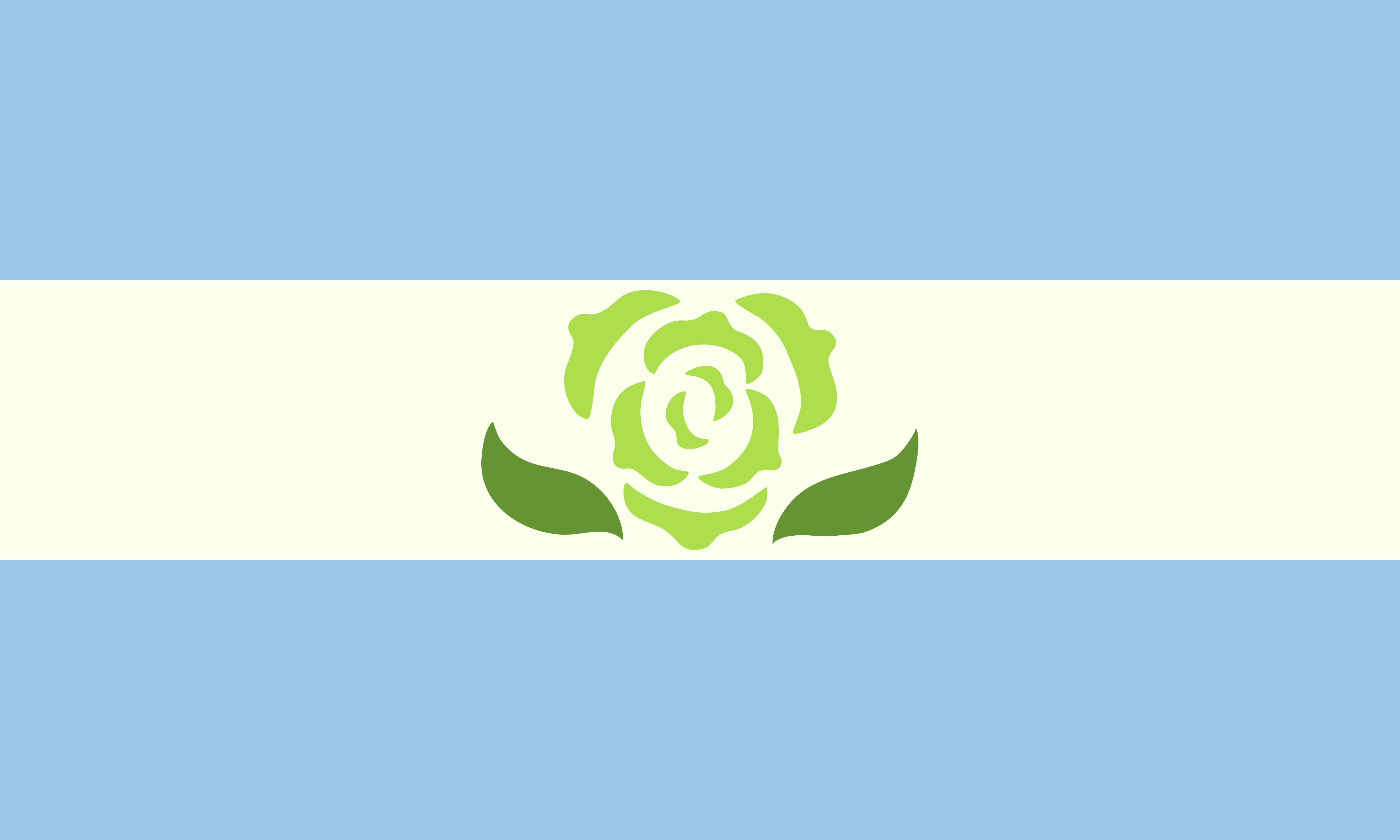
Флаг гордости ахиллейцев

Ахиллеец (англ. Achillean) — зонтичное определение для мужчин, испытывающих влечение другим мужчинами и трансмаскулинным людям но не обязательно — к женщинам.  
Другой синоним ахиллеевских отношений — «винчианские» по имени Леонардо да Винчи, также состоявшего в однополых отношениях. 
В 2016 году для ахиллейцев был создан флаг гордости. Голубой цвет символизирует мужское начало, а зелёная гвоздика по середине — отсылка с Оскару Уайльду, который использовал данный цветок, как скрытый код для обозначения своей гомосексуальной ориентации. 

## Определение
Ахилеец — это мужчина, который испытывает как романтическое, так и сексуальное влечение к другим мужчинам, но также может испытывать влечение и к женщинам. Он может практиковать МСМ секс. Ахилеец имеет любую сексуальную ориентацию, включающую влечение к другим мужчинам, то есть может быть как геем, так и биcексуалом, пансексуалом, асексуалом, аромантиком.  
Ахилейскими в ЛГБТ-среде называют отношения, в которых хотя бы один из партнёров является не геем, а бисексуалом/пансексуалом или является трансмаскулинным человеком, транс-мужчиной. Отношения между двумя геями по умолчанию тоже являются ахилеевскими.  
Ахилейцами не могут быть гетеросексуальные мужчины и женщины, так как первая группа не испытывает влечения к мужчинам, а вторая — не является мужчинами. Также ахиллейцами не принято называть гетерофлексибильных людей. Аналогичные отношения между женщинами называются сапфическими.

## История термина

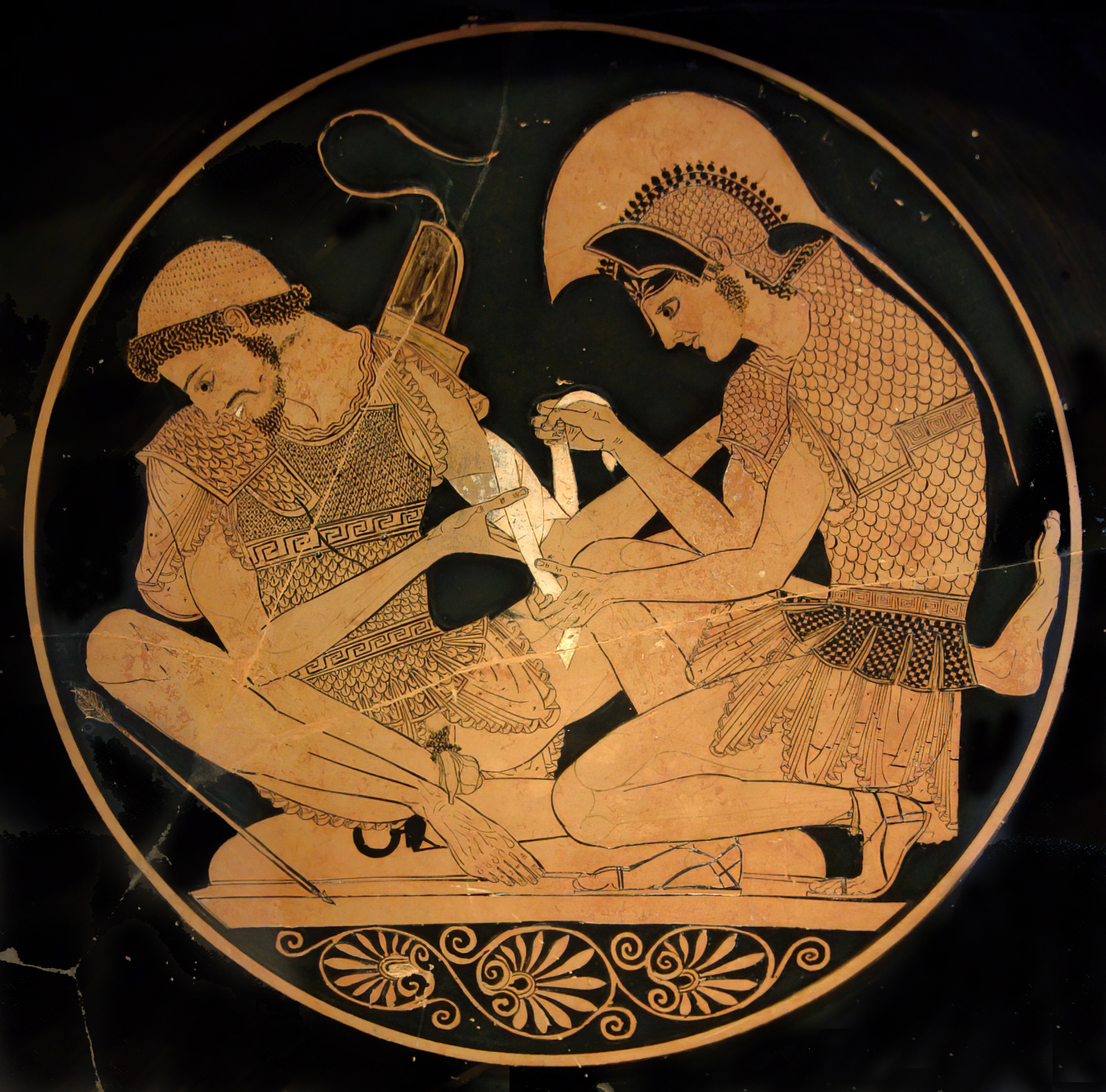
Ахилл ухаживает за Патроклом, сцена изображённая на керамике

Определение дано в честь Ахилла — героя из древнегреческой поэмы «Илиады», который состоял в гоморомантических отношениях с Патроклом, вне этих отношений отношений Ахилл интересовался только женщинами, особенно Пентесилеей и Брисеидой.  
Исторически термины, связанные с именем Ахилла использовали для обозначения героических качеств. Впервые подобный термин использовал преподобный Уильям Фульк в своих трудах в 1579 году. Определение «ахиллейский» применялось к практически непобедимым людям, но скрывающих критическую слабость (ахиллесова пята) и которая в итоге становилась причиной их оглушительного поражения или падения. 
Исторически мужские однополые отношения назывались уранианскими, это определение впервые было введено в обиход в 1864 году. С 1890-х годов подобные отношения среди женщин стали называться сапфическими.